# Teoria da coerência
Em física, teoria da coerência é o estudo dos efeitos ópticos parcialmente decorrentes de fontes de luz e rádio coerentes. Fontes parcialmente coerentes são fontes onde o tempo de coerência ou o comprimento de coerência são limitados pela largura de banda, por ruído térmico, ou por outro efeito. Muitos aspectos da moderna teoria da coerência são estudados em óptica quântica.
A teoria da coerência parcial foi desenvolvida nos anos 1930 devido ao trabalho de P. H. van Cittert e Frits Zernike.

## Tópicos em teoria da coerência
- Visibilidade interferometrica
- Funções de corência mutual
- Grau de coerência
- Funções auto coerência
- Funções coerência
- Flutuações baixa frequência
- Lei geral da interferência
- Teorema Van Cittert–Zernike
- Michelson stellar interferometer
- Correlation interferometry
- Hanbury–Brown and Twiss effect
- Luz pseudotermal
- Englert–Greenberger duality relation
- Colapso de Coerência

Ver também
- Luz neoclássica
- Tomografia óptica coerênte
- teoria da verdade na coerência (filosofia)